# В начале и в конце времён
«В начале и в конце времён» — спектакль по одноимённой пьесе Павла Арье, премьера которого состоялась 27 октября 2014 в Театре Романа Виктюка.

## О спектакле
«В начале и в конце времён» – окно сумасшедшего дома с видом на безумную действительность
30-километровая зона отчуждения Чернобыльской АЭС. На заброшенном среди лесов и болот хуторе много лет живет семья из трех человек. Баба Фрося — чудаковатая старуха, разговаривающая на суржике, иногда приправленном острым словцом, не покидавшая свой дом даже после аварии, немного знахарка, немного ведунья, водящая дружбу с Мавками, Русалками и говорящими сомами. Ее дочка Слава — забитая жизненными обстоятельствами нездоровая женщина — сбежала сюда от алкоголика-мужа через несколько лет после отселения из Чернобыльской зоны с больным сыном Вовчиком, которого она старается защитить от мира жестоких людей. Они втроем борются не с радиацией, к которой уже давно привыкли, а за выживание — с участковым, регулярно приезжающим якобы с требованием покинуть зону, с браконьерами и сами с собой. Связь с внешним миром — только радио, своими передачами все более добавляющее негатива «цивилизации» и еще больше укрепляющее желание быть от нее подальше. Помощи нет ниоткуда, за хлебом приходится ходить в село за пределами зоны, а они втроем оказались вне закона. Безысходность и безнадёга приводят к трагическому финалу.

## Программа Russian case «Золотой маски»
4 апреля 2016 года на сцене МТЮЗа Театр Романа Виктюка в рамках программы Russian case театральной премии «Золотая маска», сыграл спектакль «В начале и в конце времён» по пьесе молодого драматурга Павла Арье.
Критики отметили что актерские работы в спектакле «В начале и в конце времён» мощны и экспрессивны. Артисты играют пронзительно, на разрыв, вызывая то приступы смеха остро поданной житейской правдой, то внутреннее оцепенение исповедальностью своих монологов, светлых и трагических одновременно.
Роман Виктюк ставит пьесу о сегодняшнем переживании чернобыльской катастрофы: герои живут в зоне отчуждения, в Полесье под Припятью, дичая, но не желая контактировать с цивилизацией. Речь идет о экзистенциальном бытовании постсоветского пространства вообще: что такое сама драма существования осколков империи. Зона постсоветского пространства оказывается снова местом потенциального взрыва, галлюцинацией, обнулением связей между людьми. Вся бывшая советская цивилизация провалилась в дыру истории, где потеряно представление о человеке как основной ценности, где время остановилось и связи между людьми обнулились. Городская цивилизация живет по-прежнему логикой гекатомбы. От пожирающей людей цивилизации убежать совершенно невозможно. Даже если ты выбираешь путь самоуничтожения.

## Актеры
| Персонаж   | Актер              |
| ---------- | ------------------ |
| Баба Фрося | Олег Исаев         |
| Вовик      | Игорь Неведров     |
| Слава      | Людмила Погорелова |
| Участковый | Александр Дзюба    |
| Отец       | Александр Семенов  |
| От автора  | Роман Виктюк       |

## Создатели спектакля
| Драматург                                      | Павел Арье           |
| Постановка, режиссура и музыкальное оформление | Роман Виктюк         |
| Сценография                                    | Владимир Боер        |
| Костюмы                                        | Елена Предводителева |
| Режиссер                                       | Андрей Боровиков     |
| Помощник режиссера                             | Людмила Исакович     |
| Звукорежиссер                                  | Людмила Платонова    |
| Свет                                           | Андрей Демин         |